# Max Brod (Schauspieler)
Max Brod (* 21. April 1880 in Brünn, Österreich-Ungarn; † 27. Juli 1959 in Wien) war ein österreichischer Schauspieler und Sänger bei Bühne und Film.

## Leben und Wirken
Brod besuchte das Gymnasium und anschließend eine Handelsschule. Seine künstlerische Laufbahn startete er zu Beginn des 20. Jahrhunderts als Chorsänger in der österreichisch-ungarischen Provinz (Iglau, heute Jihlava in Tschechien) und stieg zum Charakterkomiker in kleinen Theatern der Städte Jägerndorf und Olmütz auf. Im Breslauer Stadttheater konnte man ihn in der Spielzeit 1907/08 sehen. 1909 ging Max Brod nach Wien, wo er in der Folgezeit knapp zwanzig Jahre lang Ensemblemitglied des Johann Strauß-Theaters war; in dieser Zeit wirkte er auch sporadisch in einigen wenigen Stummfilmen, beginnend mit dem kleinen Part eines Oberkellners in der Nestroy-Adaption Einen Jux will er sich machen, mit. 1928 ging Brod an das gleichfalls in Österreichs Hauptstadt beheimatete Bürgertheater, und im Jahr darauf holte ihn Hubert Marischka an das Theater an der Wien. Auch am Wiener Stadttheater war Brod zu Beginn der 1930er Jahre zu sehen. 
Immer wieder ging Max Brod auch auf Gastspielreisen, die ihn unter anderem nach Berlin, Frankfurt am Main, Budapest und Zürich führten. In München gehörte der Künstler in der Spielzeit 1932/33 dem dortigen Deutschen Theater an. Mit Machtübernahme durch die Nazis kehrte er 1933 ans Theater an der Wien zurück. In den Jahren des „Anschlusses Österreichs“ wurde Brod aus „rassischen Gründen“ vom Kulturbetrieb ausgeschlossen und musste sich bis Kriegsende 1945 als Hilfsarbeiter durchschlagen. Nach der Wiedererlangung der staatlichen Souveränität Österreichs kehrte Max Brod in seinen ursprünglichen Beruf zurück. Bis zu seinem Tode war er nunmehr Ensemblemitglied des Raimund-Theaters. Hauptrollen auf den Bühnenbrettern spielte Max Brod unter anderem in Der Graf von Luxemburg und in Der Rastelbinder. In den ersten Nachkriegsjahren sah man ihn auch mehrfach mit kleinen Rollen in frühen österreichischen Nachkriegsfilmen.

## Filmografie
- 1916: Einen Jux will er sich machen
- 1919: Die Liebe vom Zigeunerstamm
- 1919: Die Czardasfürstin
- 1927: Die Strecke
- 1946: Der weite Weg
- 1946: Die Welt dreht sich verkehrt
- 1947: Triumph der Liebe
- 1947: Das singende Haus
- 1947: Der Prozeß
- 1953: Ich und meine Frau
- 1953: 3 von denen man spricht
- 1954: Wenn du noch eine Mutter hast (Das Licht der Liebe)
- 1955: Herr Puntila und sein Knecht Matti
- 1955: Die Wirtin zur Goldenen Krone
- 1957: Hallo, das ist die Liebe (Fernsehfilm)